# Валлот, Пауль
Иоганн Пауль Валлот, также Поль Валло, нем. Johann Paul Wallot; 26 июня 1841[…], Оппенхайм — 10 августа 1912, Бад-Швальбах, Гессен) — немецкий архитектор периода историзма. Работал в стиле неоренессанса. Наиболее известен проектом здания Рейхстага в Берлине, которое было построено между 1884 и 1894 годами.

## Биография
Иоганн Пауль происходил из семьи французских гугенотов проживавших на юге Франции и бежавших в Германию после отмены Нантского эдикта в 1685 году. Будущий архитектор родился в Оппенхайме, в земле Рейнланд-Пфальц, 26 июня 1841 года в доме по адресу Кремерштрассе, 7.
С 1856 по 1859 год Пауль учился в Дармштадтской высшей торговой школе. Затем он в течение года учился в Ганноверской политехнической школе (Polytechnischen Schule Hannover) у Конрада Вильгельма Хазе, в 1861 году перешёл в Берлинскую строительную академию. Он завершил обучение в Гиссенском университете имени Людвига под руководством Хуго фон Ритгена.

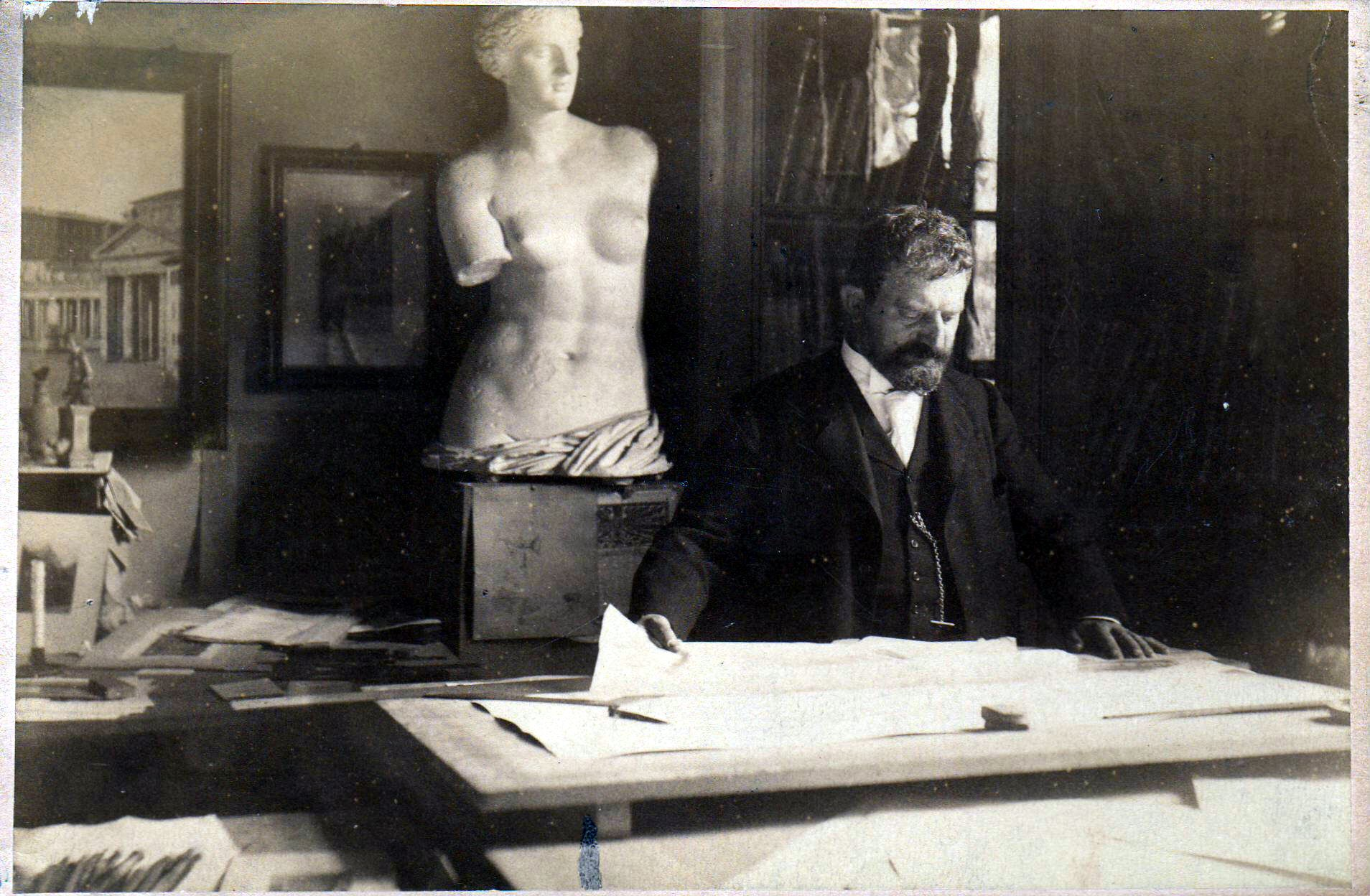
Пауль Валлот в своей мастерской. Франкфурт-на-Майне

После окончания учёбы Валлот в течение года работал инженером-строителем в Гессене. В период с 1864 по 1868 год он снова трудился в Берлине вместе с архитекторами Генрихом Штраком, Рихардом Луке и Фридрихом Гитцигом, а также в фирме «Gropius und Schmieden», где он смог познакомиться с творчеством архитекторов Мартина Гропиуса и Хейно Шмидена.
В 1867—1868 годах Валлот совершил обширные учебные поездки по Италии и Англии. В год возвращения он поселился во Франкфурте-на-Майне и работал в качестве свободного архитектора. Там он отвечал за различные частные и коммерческие предприятия и стал членом масонской ложи «Сократ за стойкость» (Sokrates zur Standhaftigkeit). Во Франкфурте он также сотрудничал с архитекторами Генрихом Бурницем и Альфредом Фридрихом Блунчли.
В 1872 году Валлот предпринял вторую ознакомительную поездку по Италии, во время которой его особенно интересовали постройки Андреа Палладио и Микеле Санмикели. Вернувшись из этой поездки, он принимал участие в различных архитектурных конкурсах, например, в 1883 году — на проект памятника Нидервальду, а в 1880 году — на проект Центрального вокзала Франкфурта. Однако его планам не суждено было сбыться.
Прорыв произошёл лишь тогда, когда он в 1882 году одержал победу во втором конкурсе на проект здания Рейхстага в Берлине. Валлот разделил первую премию со своим коллегой Фридрихом фон Тиршем, однако его проект был выбран жюри почти единогласно. В 1883 году Валлот поселился в Берлине, чтобы лучше контролировать строительство. Закладка первого камня состоялась 9 июня 1884 года, а спустя десять лет, 5 декабря 1894 года, столь же торжественно был поставлен последний замко́вый камень.
Стеклянный железный купол над таким официальным зданием, как Рейхстаг, был непривычен и может быть охарактеризован как прогрессивный с точки зрения развития архитектуры. Но здание вызывало массу споров и жестокой критики на протяжении всего периода строительства. Валлот был непреклонен и испортил отношения с коллегами и самим кайзером Вильгельмом II. В результате вместо большой золотой медали на Берлинской художественной выставке 1894 года Валлот получил только малую золотую медаль и был награждён не орденом Красного Орла, а лишь званием тайного советника по строительству.
После Рейхстага Валлот проявил себя при строительстве дворца президента Рейхстага и дома сословий на Брюльской террасе в Дрездене.
В 1894—1911 годах Валлот преподавал в Академии изобразительных искусств и в Технической высшей школе в Дрездене. В 1885 году он стал членом Академии искусств, а в 1894 году — членом Архитектурной академии. Среди его учеников были Освин Хемпель, Карл Пауль Андре, Вильгельм Крейс и Вильгельм Френкель. Из Дрездена он также руководил строительством дворца президента Рейхстага в Берлине.
В 1898 и 1899 годах Пауль Валлот возглавлял конкурс на строительство памятников Бисмарку в Германской империи, который был объявлен Немецким студенческим союзом. В 1911 году он оставил все государственные должности и вышел на пенсию. Он удалился в дом престарелых в Бибрихе-на-Рейне. Во время пребывания на курорте Пауль Валлот умер в возрасте семидесяти одного года 10 августа 1912 года в Лангеншвальбахе, окружном центре района Рейнгау-Таунус города Бад-Швальбах. Он был похоронен в семейном склепе в Оппенхайме, спроектированном Альфредом Фридрихом Блунчли.

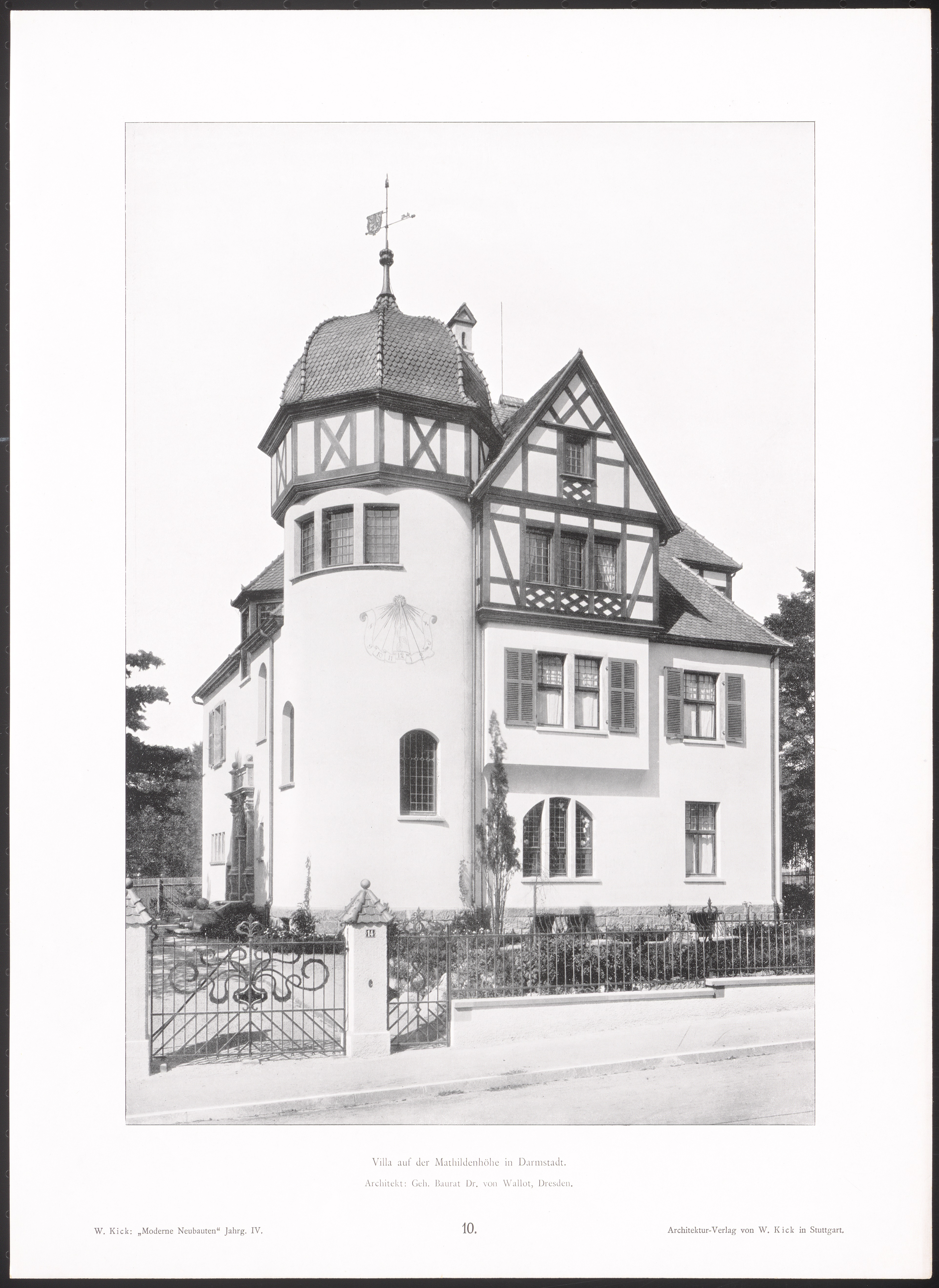
Вилла Рёмхельд. После 1899. Дармштадт
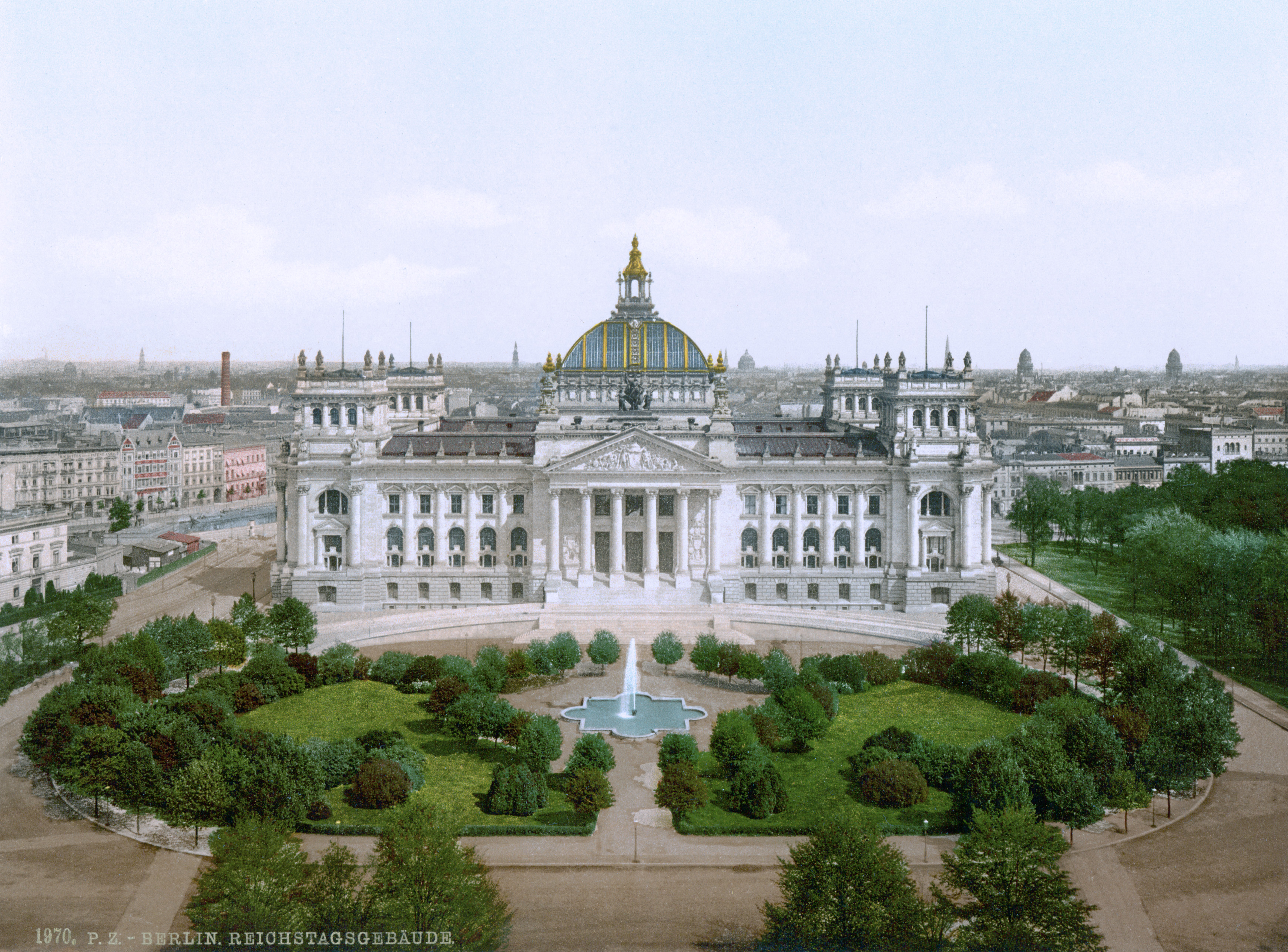
Рейхстаг. Вид в начале XX века. Берлин
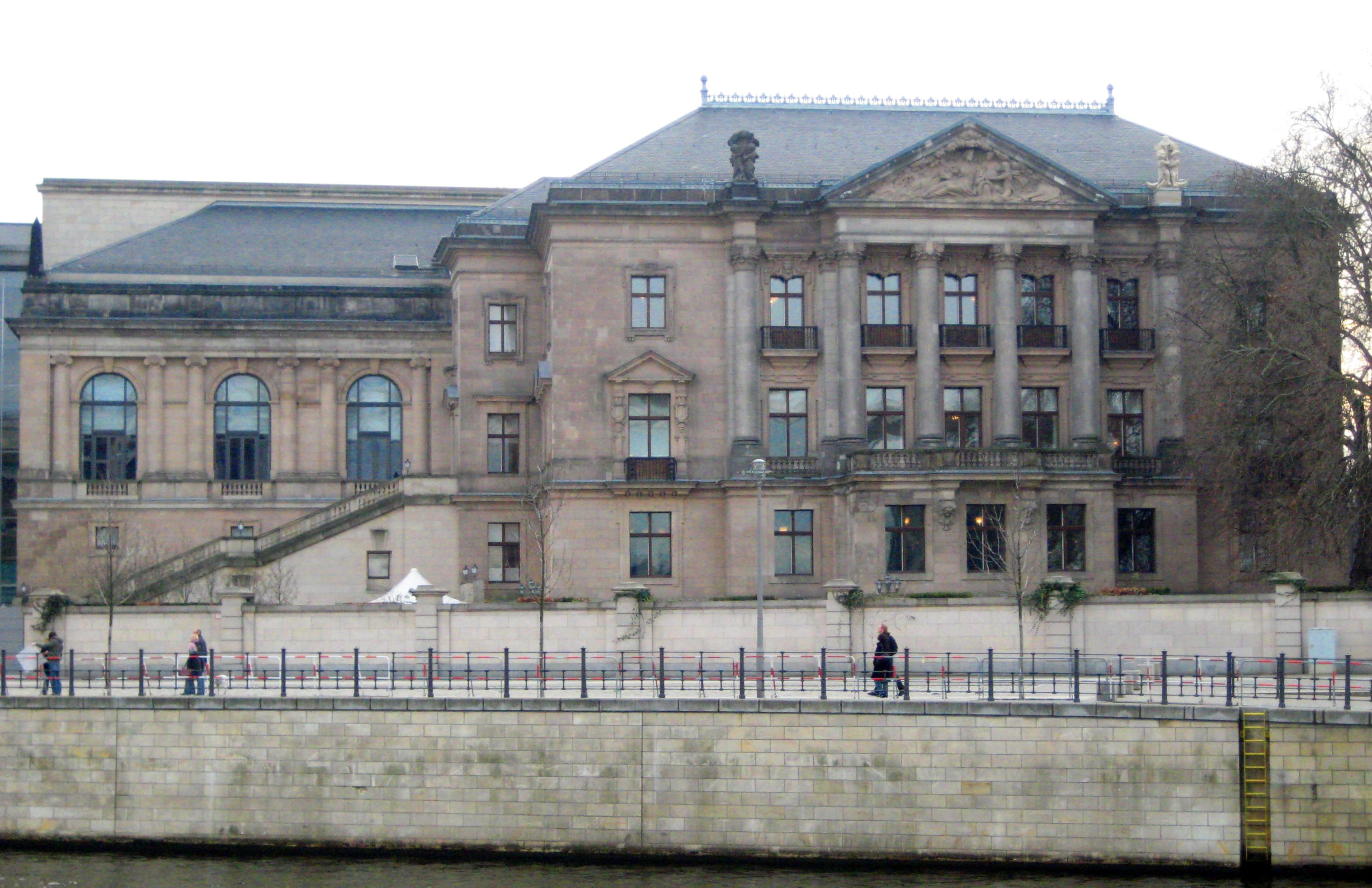
Дворец президента Рейхстага. Северный фасад. Берлин
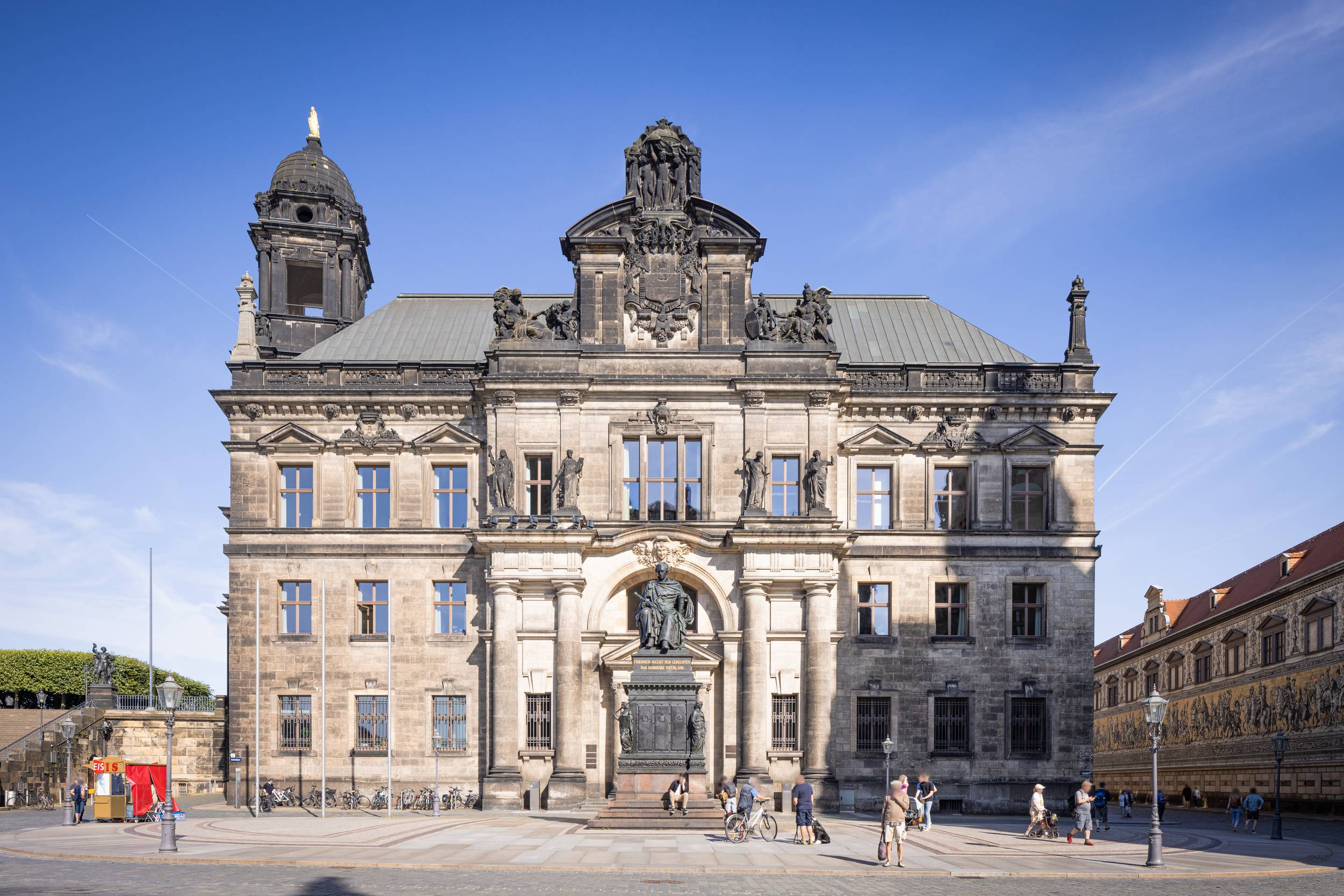
Здание земельного суда. Дрезден
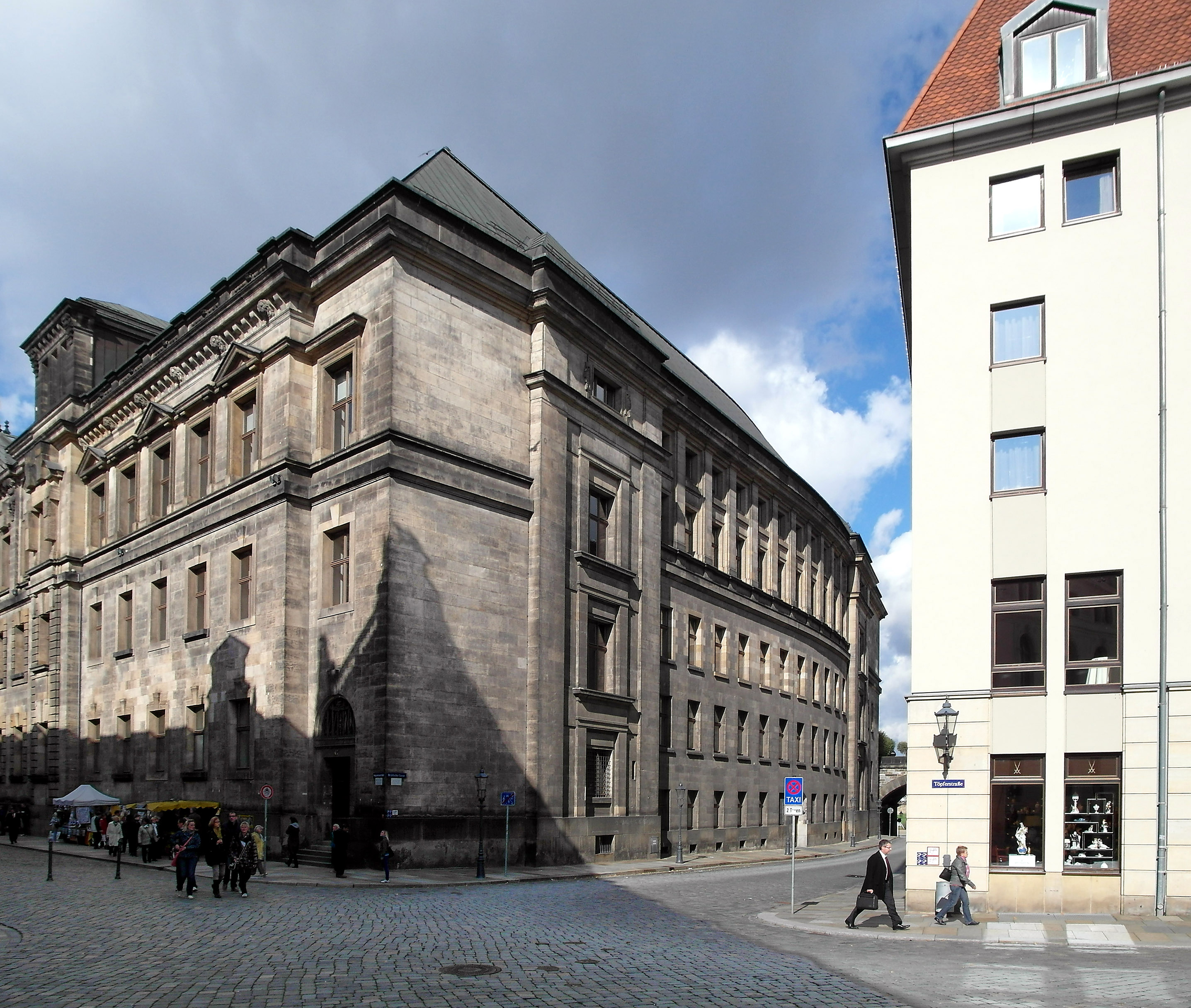
Здание Саксонского государственного парламента. 1901–1906. Дрезден
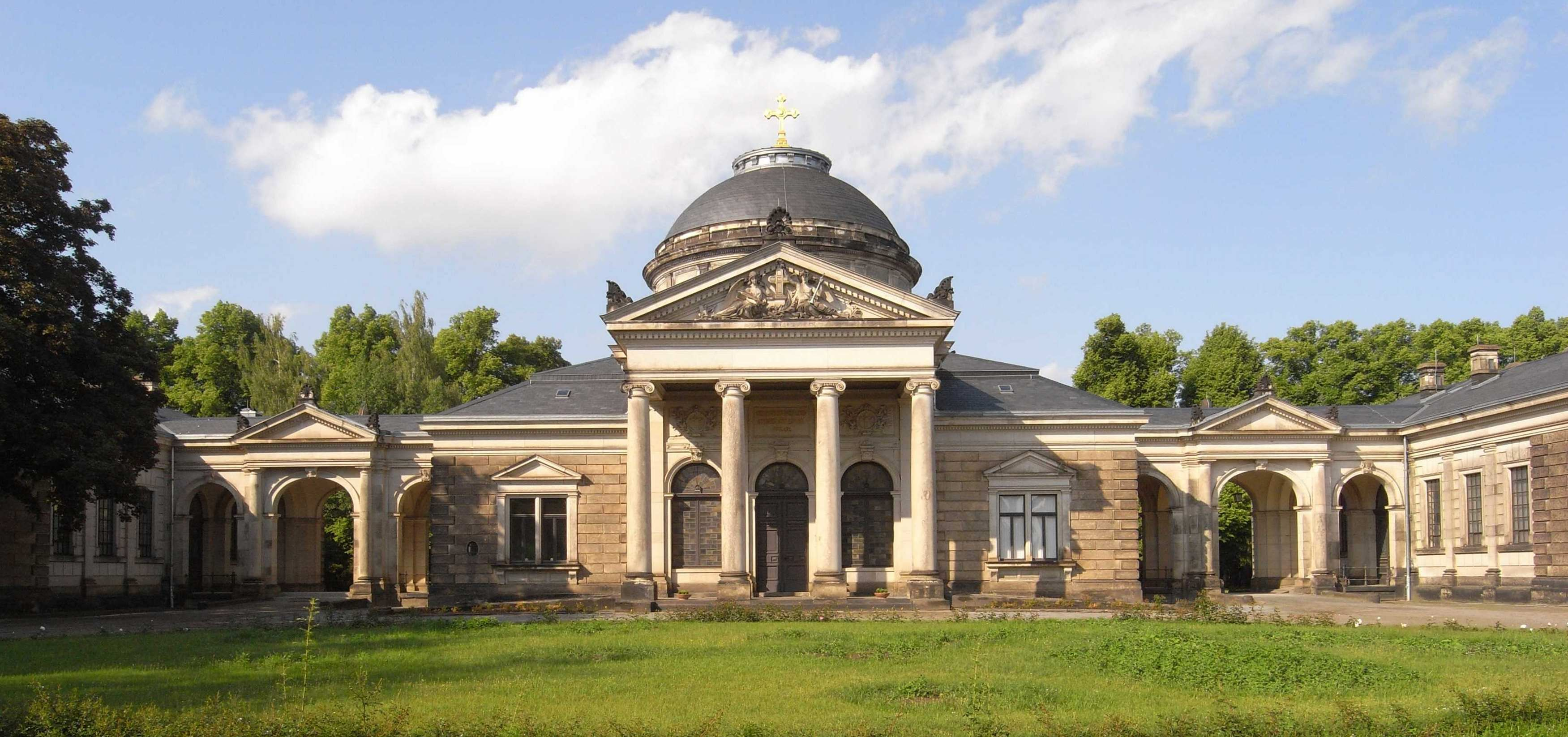
Траурный зал кладбища Йоханнисфридхоф. Дрезден

## Основные постройки
- 1875: Жилое и коммерческое здание во Франкфурте-на-Майне, Кайзерштрассе 25 / Нойе Майнцерштрассе 26 для франкфуртского банкира Карла Мюллера
- 1878: Жилое и коммерческое здание во Франкфурте-на-Майне, Кайзерштрассе 10/10a
- 1881: Дом Э. Р. Остеррита во Франкфурте-на-Майне, Гутлойтштрассе 89
- 1884-1918: Здание Рейхстага в Берлине-Тиргартене
- 1894: Морг в Йоханнисфридхофе в Дрездене-Толкевице
- 1897-1904: Президентское здание Рейхстага (Дворец президента Рейхстага) в берлинском районе Тиргартен, напротив здания Рейхстага (теперь резиденция Парламентского общества)
- 1899: Резиденция советника кабинета министров Густава Рёмхельда в Дармштадте, на Матильденхёэ, Александравег 14

до 1900 г.: Жилой и коммерческий дом Нейдлингера во Франкфурте-на-Майне, Цайль
- 1901-1906: Саксонский государственный парламент, так называемый «Ständehaus», в Дрездене, на Брюльской террасе